# Турківський Микола Петрович
Туркі́вський Микола Петрович (16 травня 1937, Линовиця — 12 грудня 2017) — український поет, прозаїк.

## Біографія
Народився 16 травня 1937 року в селі Линовиця Прилуцького району Чернігівської області.
Закінчив Дніпропетровське художнє училище (1959), скульптор-виконавець та вчитель малювання і креслення в середніх школах.
Працював на Прикарпатті майстром різьби по каменю, по дереву, художником оформлювачем (1959–1971).
Член Національної спілки письменників України з 1976 року.
У 1971 році переїхав із сім'єю в Прилуки і пов'язав трудову діяльність із заводом «Будмаш» (1971–1987).
Помер 12 грудня 2017 року.

## Творчість
Вийшли книги Миколи Турківського:
- «Материнка» (1969);
- «Видноколо» (1974);
- «Земні дороги» (1981);
- «Литаври літа» (1987);
- «Струни бандури» (1991);
- «Стодзвони» (1991);
- «Серця мого чорнобривці» (сувенірний тризбірник, 1992, 1996, 1997);
- «Серце матусине б'ється» (1995);
- «Сонце над світом» (поезії в прозі, образки, 2002);
- «Гірка чаша» (новели, оповідання, повість, 2003);
- «І дум, і років передзвін» (вибране, 2004);
- «З Тарасовим іменем» (книга-альбом: вірші, скульптура, графіка, різьба, пісні, кросворди, 2004);
- «Цвинтар» (образки, 2004).

М. П. Турківський — також автор книг для дітей з оформленням і малюнками автора: «Мур-мур» (1994), «Заєць-писинкар» (1995), «Молодчина красень-півень» (1997), «Вишивальниця-лисиця» (2002), «Грала білка на сопілці» (для дошкільного, молодшого та середнього шкільного віку з мелодіями композитора В. Стеценка, 2004).
Багато віршів покладено на музику і виконуються різними колективами.
Твори Миколи Турківського перекладалися на російську та чуваську мови.
Лауреат обласної літературної премії ім. М. М. Коцюбинського.
У творах уболіває за людину і за природу, славить прекрасне в людях і в житті. Любов до сокровенного материнського ймення проходить через всю творчість.
Письменник оспівує Україну, рідний приудайський край, де народився і виріс, де жив і працював. Для передачі глибоких і щирих почуттів використовує щедру палітру словесних барв, а також власноручні малюнки, бо він — ще й обдарований художник.